# Красногузый бородастик
Красногузый бородастик (лат. Psilopogon lagrandieri) — вид дятлообразных птиц семейства бородастиковых. Выделяют два подвида. Распространены в Лаосе, Вьетнаме и Камбодже.

## Описание
Красногузый бородастик — один из самых крупных представителей рода Psilopogon; достигает длины 29,5—34 см и массы от 175 до 214 г. Половой диморфизм не выражен. Перья на лбу и передней части макушки коричневые с бледными голубыми кончиками. Макушка и затылок коричневые. Горло и кроющие ушей серовато-коричневого цвета. Радужная оболочка коричневая или красновато-коричневая. Узкое окологлазное кольцо чёрного цвета. Тонкие линии из голубовато-белых перьев обрамляют глаз сверху и снизу. Клюв рогового или голубовато-рогового цвета с бледно-коричневым кончиком; бока клюва чёрные, основание серое или голубовато-серое. У основания клюва есть пучки коротких щетинковидных перьев жёлтого цвета с красными кончиками. Спина зеленовато-бронзового цвета, перья в передней части спины с красными кончиками. Задняя часть спины зеленоватая. Надхвостье и кроющие перья хвоста зелёные с лёгким голубоватым оттенком. Хвост тёмно-зелёный, стержни рулевых перьев тёмно-коричневые. Подбородок бледного цвета буйволовой кожи, горло коричневатое, грудь и бока зелёные или желтовато-зелёные, центр брюха бледно-зелёный. Крылья зелёного цвета. Кроющие перья крыльев более зелёные, чем спина. Маховые перья зелёные или голубовато-зелёные. Внешние первостепенные маховые перья коричневые с бледно-жёлтыми краями. Кроющие испода крыльев желтовато-белого цвета. Низ маховых перьев желтовато-коричневый. Ноги зелёные.

## Биология
Красногузый бородастик обитает в субтропических или тропических влажных равнинных лесах и субтропических или тропических влажных горных лесах. Встречается на высоте до 2000 м над уровнем моря. Состав рациона малоизвестен, но было отмечено, что в него входят плоды, такие как инжир, а также насекомые.
Биология размножения практически не исследована. Считается, что сезон размножения приходится на период с января по июль. Описано всего два гнезда, обнаруженных на юге Вьетнама. Гнёзда были размещены в дуплах мёртвых лиственных деревьев на высоте 9,5 и 16 метров от земли, соответственно. Дупло представляет собой глубокую полость в форме бутылки с узким изогнутым входным туннелем. Продолжительность инкубационного периода и оперения птенцов не описаны.

## Подвиды и распространение
Выделяют два подвида:
- Psilopogon lagrandieri lagrandieri (Verreaux, 1868) – север Лаоса и север Вьетнама
- Psilopogon lagrandieri lagrandieri  (Delacour, 1927) – юг Лаоса и юг Вьетнама